# Championnat d'Europe de badminton par équipes mixtes 2006
Navigation
Genève 2004 Herning 2008
La 18e édition du Championnat d'Europe de badminton par équipes mixtes se tient à Bois-le-Duc aux Pays-Bas du 8 au 10 avril 2006.
La compétition est suivie par les championnats d'Europe, épreuve individuelle.

## Phase de groupe
- Pour chaque groupe, l'équipe classée à la première place est qualifiée pour les demi-finales.

| Équipe   | J | V | D | MP | MC | +/- | Points |
| -------- | - | - | - | -- | -- | --- | ------ |
| Danemark | 3 | 3 | 0 | 14 | 1  | +13 | 6      |
| France   | 3 | 2 | 1 | 9  | 6  | +3  | 4      |
| Ukraine  | 3 | 1 | 2 | 7  | 8  | -1  | 2      |
| Portugal | 3 | 0 | 3 | 0  | 15 | -15 | 0      |

| Danemark | 5 | 0 | Portugal |
| Ukraine  | 2 | 3 | France   |
| Portugal | 0 | 5 | France   |
| Danemark | 5 | 0 | Ukraine  |
| Portugal | 0 | 5 | Ukraine  |
| Danemark | 4 | 1 | France   |

| Équipe   | J | V | D | MP | MC | +/- | Points |
| -------- | - | - | - | -- | -- | --- | ------ |
| Pays-Bas | 3 | 3 | 0 | 10 | 5  | +5  | 6      |
| Suède    | 3 | 1 | 2 | 8  | 7  | +1  | 2      |
| Écosse   | 3 | 1 | 2 | 6  | 9  | -3  | 2      |
| Espagne  | 3 | 1 | 2 | 6  | 9  | -3  | 2      |

| Pays-Bas | 4 | 1 | Espagne |
| Écosse   | 1 | 4 | Suède   |
| Pays-Bas | 3 | 2 | Suède   |
| Espagne  | 2 | 3 | Écosse  |
| Espagne  | 3 | 2 | Suède   |
| Pays-Bas | 3 | 2 | Écosse  |

| Équipe         | J | V | D | MP | MC | +/- | Points |
| -------------- | - | - | - | -- | -- | --- | ------ |
| Allemagne      | 3 | 3 | 0 | 15 | 0  | +15 | 6      |
| Russie         | 3 | 2 | 1 | 9  | 6  | +3  | 4      |
| Tchéquie       | 3 | 1 | 2 | 3  | 12 | -9  | 2      |
| Pays de Galles | 3 | 0 | 3 | 3  | 12 | -9  | 0      |

| Allemagne      | 5 | 0 | Tchéquie       |
| Pays de Galles | 1 | 4 | Russie         |
| Tchéquie       | 0 | 5 | Russie         |
| Allemagne      | 5 | 0 | Pays de Galles |
| Tchéquie       | 3 | 2 | Pays de Galles |
| Allemagne      | 5 | 0 | Russie         |

| Équipe     | J | V | D | MP | MC | +/- | Points |
| ---------- | - | - | - | -- | -- | --- | ------ |
| Angleterre | 3 | 3 | 0 | 12 | 3  | +9  | 6      |
| Pologne    | 3 | 2 | 1 | 10 | 5  | +5  | 4      |
| Finlande   | 3 | 1 | 2 | 5  | 10 | -5  | 2      |
| Bulgarie   | 3 | 0 | 3 | 3  | 12 | -9  | 0      |

| Angleterre | 5 | 0 | Bulgarie |
| Finlande   | 1 | 4 | Pologne  |
| Bulgarie   | 1 | 4 | Pologne  |
| Angleterre | 4 | 1 | Finlande |
| Bulgarie   | 2 | 3 | Finlande |
| Angleterre | 3 | 2 | Pologne  |

## Phase à élimination directe

### Tableau
|  | Demi-finales | Demi-finales |                        |   | Finale   | Finale   |
|  | Demi-finales | Demi-finales |                        |   | Finale   | Finale   |
|  |              |              |                        |   |          |          |
|  | 10 avril     | 10 avril     |                        |   | 10 avril | 10 avril |
|  | 10 avril     | 10 avril     |                        |   | 10 avril | 10 avril |
|  | Danemark     | 3            |                        |   | 10 avril | 10 avril |
|  | Danemark     | 3            |                        |   | 10 avril | 10 avril |
|  | Allemagne    | 1            |                        |   | 10 avril | 10 avril |
|  | Allemagne    | 1            | Danemark               | 3 |          |          |
|  | 10 avril     |              | Danemark               | 3 |          |          |
|  |              | Pays-Bas     | 1                      |   |          |          |
|  | Angleterre   | Pays-Bas     | 1                      | 2 |          |          |
|  | Angleterre   |              |                        | 2 |          |          |
|  | Pays-Bas     | 3            |                        |   |          |          |
|  | Pays-Bas     | 3            | Match pour la 3e place |   |          |          |
|  |              |              |                        |   |          |          |
|  | 10 avril     |              |                        |   |          |          |
|  |              |              |                        |   |          |          |
|  | Allemagne    | 2            |                        |   |          |          |
|  | Allemagne    | 2            |                        |   |          |          |
|  | Angleterre   | 3            |                        |   |          |          |
|  | Angleterre   | 3            |                        |   |          |          |

### Demi-finales
| | Danemark | 3                                     | -  | 1  | Allemagne |  |  |
| --- | -------- | ------------------------------------- | -- | -- | --------- |  |  |
| |          |                                       |    |    |           |  |  |
| 10 avril 2006 |          |                                       |    |    |           |  |  |
| \| 1 \| \| Jens Eriksen / Mette Schjoldager \| 21 \| 21 \| \| \| \| \| 1 \| \| Ingo Kindervater / Kathrin Piotrowski \| 5 \| 17 \| \| \| \| \| 2 \| \| Peter Gade \| 21 \| 19 \| 21 \| \| \| \| 2 \| \| Björn Joppien \| 12 \| 21 \| 13 \| \| \| \| 3 \| \| Tine Rasmussen \| 19 \| 13 \| \| \| \| \| 3 \| \| Xu Huaiwen \| 21 \| 21 \| \| \| \| \| \| \| \| \| \| \| \| \| \| 4 \| \| Mathias Boe / Carsten Mogensen \| 21 \| 21 \| \| \| \| \| 4 \| \| Kristof Hopp / Ingo Kindervater \| 18 \| 18 \| \| \| \| \| \| \| \| \| \| \| \| \| \| 5 \| \| \| \| \| \| \| \| \| \| \| \| \| \| \| \| \| \| \| \| \| \| \| \| \| \| |          |                                       |    |    |           |  |  |
| 1 |          | Jens Eriksen / Mette Schjoldager      | 21 | 21 |           |  |  |
| 1 |          | Ingo Kindervater / Kathrin Piotrowski | 5  | 17 |           |  |  |
| 2 |          | Peter Gade                            | 21 | 19 | 21        |  |  |
| 2 |          | Björn Joppien                         | 12 | 21 | 13        |  |  |
| 3 |          | Tine Rasmussen                        | 19 | 13 |           |  |  |
| 3 |          | Xu Huaiwen                            | 21 | 21 |           |  |  |
| |          |                                       |    |    |           |  |  |
| 4 |          | Mathias Boe / Carsten Mogensen        | 21 | 21 |           |  |  |
| 4 |          | Kristof Hopp / Ingo Kindervater       | 18 | 18 |           |  |  |
| |          |                                       |    |    |           |  |  |
| 5 |          |                                       |    |    |           |  |  |
| |          |                                       |    |    |           |  |  |
| |          |                                       |    |    |           |  |  |

| | Angleterre | 2                                       | -  | 3  | Pays-Bas |  |  |
| --- | ---------- | --------------------------------------- | -- | -- | -------- |  |  |
| |            |                                         |    |    |          |  |  |
| 10 avril 2006 |            |                                         |    |    |          |  |  |
| \| 1 \| \| Nathan Robertson / Gail Emms \| 21 \| 21 \| \| \| \| \| 1 \| \| Jürgen Wouters / Paulien van Dooremalen \| 12 \| 9 \| \| \| \| \| 2 \| \| Tracey Hallam \| 16 \| 7 \| \| \| \| \| 2 \| \| Mia Audina \| 21 \| 21 \| \| \| \| \| 3 \| \| Aamir Ghaffar \| 21 \| 16 \| 17 \| \| \| \| 3 \| \| Dicky Palyama \| 13 \| 21 \| 21 \| \| \| \| \| \| \| \| \| \| \| \| \| 4 \| \| Anthony Clark / Robert Blair \| 21 \| 21 \| \| \| \| \| 4 \| \| Koen Ridder / Ruud Bosch \| 7 \| 15 \| \| \| \| \| \| \| \| \| \| \| \| \| \| 5 \| \| Gail Emms / Donna Kellog \| 15 \| 16 \| \| \| \| \| 5 \| \| Judith Meulendijks / Mia Audina \| 21 \| 21 \| \| \| \| \| \| \| \| \| \| \| \| \| |            |                                         |    |    |          |  |  |
| 1 |            | Nathan Robertson / Gail Emms            | 21 | 21 |          |  |  |
| 1 |            | Jürgen Wouters / Paulien van Dooremalen | 12 | 9  |          |  |  |
| 2 |            | Tracey Hallam                           | 16 | 7  |          |  |  |
| 2 |            | Mia Audina                              | 21 | 21 |          |  |  |
| 3 |            | Aamir Ghaffar                           | 21 | 16 | 17       |  |  |
| 3 |            | Dicky Palyama                           | 13 | 21 | 21       |  |  |
| |            |                                         |    |    |          |  |  |
| 4 |            | Anthony Clark / Robert Blair            | 21 | 21 |          |  |  |
| 4 |            | Koen Ridder / Ruud Bosch                | 7  | 15 |          |  |  |
| |            |                                         |    |    |          |  |  |
| 5 |            | Gail Emms / Donna Kellog                | 15 | 16 |          |  |  |
| 5 |            | Judith Meulendijks / Mia Audina         | 21 | 21 |          |  |  |
| |            |                                         |    |    |          |  |  |

### Match pour la troisième place
| | Allemagne | 2                                     | -  | 3  | Angleterre |  |  |
| --- | --------- | ------------------------------------- | -- | -- | ---------- |  |  |
| |           |                                       |    |    |            |  |  |
| |           |                                       |    |    |            |  |  |
| \| 1 \| \| Ingo Kindervater / Kathrin Piotrowski \| 18 \| 19 \| \| \| \| \| 1 \| \| Nathan Robertson / Donna Kellogg \| 21 \| 21 \| \| \| \| \| 2 \| \| Björn Joppien \| 21 \| 18 \| 21 \| \| \| \| 2 \| \| Aamir Ghaffar \| 18 \| 21 \| 15 \| \| \| \| 3 \| \| Xu Huaiwen \| 21 \| 21 \| \| \| \| \| 3 \| \| Tracey Hallam \| 12 \| 10 \| \| \| \| \| \| \| \| \| \| \| \| \| \| 4 \| \| Kristof Hopp / Ingo Kindervater \| 14 \| 14 \| \| \| \| \| 4 \| \| Anthony Clark / Robert Blair \| 21 \| 21 \| \| \| \| \| \| \| \| \| \| \| \| \| \| 5 \| \| Juliane Schenk / Nicole Grether \| 19 \| 5 \| \| \| \| \| 5 \| \| Gail Emms / Donna Kellogg \| 21 \| 21 \| \| \| \| \| \| \| \| \| \| \| \| \| |           |                                       |    |    |            |  |  |
| 1 |           | Ingo Kindervater / Kathrin Piotrowski | 18 | 19 |            |  |  |
| 1 |           | Nathan Robertson / Donna Kellogg      | 21 | 21 |            |  |  |
| 2 |           | Björn Joppien                         | 21 | 18 | 21         |  |  |
| 2 |           | Aamir Ghaffar                         | 18 | 21 | 15         |  |  |
| 3 |           | Xu Huaiwen                            | 21 | 21 |            |  |  |
| 3 |           | Tracey Hallam                         | 12 | 10 |            |  |  |
| |           |                                       |    |    |            |  |  |
| 4 |           | Kristof Hopp / Ingo Kindervater       | 14 | 14 |            |  |  |
| 4 |           | Anthony Clark / Robert Blair          | 21 | 21 |            |  |  |
| |           |                                       |    |    |            |  |  |
| 5 |           | Juliane Schenk / Nicole Grether       | 19 | 5  |            |  |  |
| 5 |           | Gail Emms / Donna Kellogg             | 21 | 21 |            |  |  |
| |           |                                       |    |    |            |  |  |

### Finale
| | Danemark | 3                                       | -  | 1  | Pays-Bas |  |  |
| --- | -------- | --------------------------------------- | -- | -- | -------- |  |  |
| |          |                                         |    |    |          |  |  |
| |          |                                         |    |    |          |  |  |
| \| 1 \| \| Jens Eriksen / Mette Schjoldager \| 21 \| 21 \| \| \| \| \| 1 \| \| Jürgen Wouters / Paulien van Dooremalen \| 13 \| 15 \| \| \| \| \| 2 \| \| Tine Rasmussen \| 20 \| 19 \| \| \| \| \| 2 \| \| Yao Jie \| 22 \| 21 \| \| \| \| \| 3 \| \| Kenneth Jonassen \| 21 \| 21 \| \| \| \| \| 3 \| \| Eric Pang \| 12 \| 17 \| \| \| \| \| \| \| \| \| \| \| \| \| \| 4 \| \| Jens Eriksen / Martin Lundgaard \| 21 \| 21 \| \| \| \| \| 4 \| \| Koen Ridder / Ruud Bosch \| 11 \| 14 \| \| \| \| \| \| \| \| \| \| \| \| \| \| 5 \| \| \| \| \| \| \| \| \| \| \| \| \| \| \| \| \| \| \| \| \| \| \| \| \| \| |          |                                         |    |    |          |  |  |
| 1 |          | Jens Eriksen / Mette Schjoldager        | 21 | 21 |          |  |  |
| 1 |          | Jürgen Wouters / Paulien van Dooremalen | 13 | 15 |          |  |  |
| 2 |          | Tine Rasmussen                          | 20 | 19 |          |  |  |
| 2 |          | Yao Jie                                 | 22 | 21 |          |  |  |
| 3 |          | Kenneth Jonassen                        | 21 | 21 |          |  |  |
| 3 |          | Eric Pang                               | 12 | 17 |          |  |  |
| |          |                                         |    |    |          |  |  |
| 4 |          | Jens Eriksen / Martin Lundgaard         | 21 | 21 |          |  |  |
| 4 |          | Koen Ridder / Ruud Bosch                | 11 | 14 |          |  |  |
| |          |                                         |    |    |          |  |  |
| 5 |          |                                         |    |    |          |  |  |
| |          |                                         |    |    |          |  |  |
| |          |                                         |    |    |          |  |  |